# Liste d'anime basés sur des jeux vidéo
Cet article contient une liste d'anime (dessins animés japonais) basés sur des jeux vidéo.
Bien que ceci ne constitue pas en soi un genre, de nombreux anime sont tirés de jeux vidéo populaires.

## Jeux d'action
- Bomberman Jetters
- Devil May Cry
- Halo Legends

## Jeux d'action-aventure
- Baldr Force (en)

## Jeux de combat
- Art of Fighting
- Battle Arena Toshinden
- Fatal Fury
- Slap-up Party: Arad Senki (en)
- Street Fighter
- BlazBlue: Alter Memory

## Jeux de course
- F-Zero

## Jeux vidéo de rôle
- Animal Crossing
- Ar tonelico
- Arc the Lad
- Blue Dragon
- Chrono Trigger
- Dragon Quest
- Final Fantasy: Legend of the Crystals
- Final Fantasy: Unlimited
- Final Fantasy VII: Advent Children
- Fire Emblem
- Last Order: Final Fantasy VII
- Disgaea: Hour of Darkness
- Pokémon
- Star Ocean EX

## Jeu de plate-forme
- Sonic X
- Sonic le Rebelle

## Visual novels
- Ace Attorney
- Canaan
- Chaos;Head NoAH
- Clannad
- Danganronpa (série)
- Higurashi no naku koro ni
- Steins;Gate
- Steins;Gate 0
- Umineko no naku koro ni

## Eroge

### Jeux d'aventure
- Comic Party (en)
- Dōkyūsei
- Dōkyūsei 2
- Kakyūsei (en)

### Visual novels
- 11eyes : Tsumi to batsu to aganai no shōjo
- Air
- Akane-Iro ni Somaru Saka
- Angel's Feather (en)
- Ayakashi (en)
- Bible Black
- Da Capo
- Demonbane
- Discipline: The Record of a Crusade
- Ef: A Fairy Tale of the Two
- Kanojo x Kanojo x Kanojo
- Kanon
- Kimi ga nozomu eien / Rumbling Hearts
- Fate stay/night
- Little Busters!
- Le Fruit de la Grisaia (série)
- Muv-Luv (en)
- School Days
- Tsukihime